# Quini
Quini, pseudonimo di Enrique Castro González (Oviedo, 23 settembre 1949 – Gijón, 27 febbraio 2018), è stato un calciatore spagnolo, di ruolo attaccante. Considerato da molti uno dei migliori attaccanti del calcio spagnolo, è a tutt'oggi il miglior marcatore della storia dello Sporting Gijón, con 272 reti.
Autore di ben 216 gol nella Primera División, riuscì ad aggiudicarsi per cinque volte il Trofeo Pichichi, riservato al capocannoniere del Campionato spagnolo di calcio.
Dal 2018 lo stadio El Molinón di Gijón è dedicato alla sua memoria.

## Biografia
È morto nel 2018 all'età di 68 anni, colpito da infarto mentre si trovava alla guida della sua auto per le strade di Gijón.

## Carriera

### Club
Soprannominato El Brujo ("Lo Stregone"), Quini ha dedicato la sua carriera professionistica soltanto a due storiche squadre spagnole, lo Sporting Gijón e il Barcellona. Fu con il club azulgrana che vinse i suoi unici trofei: la Coppa del Re nelle edizioni 1980-1981, vinta con due suoi gol nel 3-1 in finale sul suo amato Sporting Gijón, e 1982-1983, la Supercopa de España 1983 e la Coppa delle Coppe 1981-1982, competizione in cui segnò il decisivo gol del 2-1 sui belgi dello Standard Liegi nella finale tenutasi proprio al Camp Nou di Barcellona.

#### Il sequestro
Il 1º marzo 1981 Quini fu protagonista di un episodio che sconvolse il calcio spagnolo. Poche ore dopo il match di campionato tra il Barcellona e l'Hércules disputato al Camp Nou e terminato 6-0 in favore dei catalani, grazie anche a una tripletta dello stesso Quini, questi venne rapito da due uomini. Il sequestro durò venticinque giorni e la marcia dei blaugrana in campionato venne rallentata da quell'avvenimento: il Barcellona infatti, pur avendo un grande vantaggio sulla seconda, perse quel torneo. Quini venne liberato il successivo 25 marzo con una spettacolare operazione della polizia spagnola, che lo ritrovò nei pressi di Saragozza. Curiosamente, nelle stesse ore della sua liberazione, la nazionale spagnola, nella quale Quini era solitamente presenza fissa, stava disputando una sfida contro l'Inghilterra al Wembley Stadium di Londra; fu la prima volta nella storia che la Spagna riuscì a battere (2-1) gli inglesi nel celebre impianto.

### Nazionale

Il momentaneo pareggio di Quini in Belgio-Spagna (2-1), nella fase finale del.

Con la maglia della Spagna, Quini ha preso parte ai Mondiali di Argentina 1978 e di Spagna 1982, così come agli Europei di Jugoslavia 1976 e d'Italia 1980.

## Palmarès

### Club

#### Competizioni nazionali
- Segunda División: 1

Sporting Gijón: 1976-1977
- Coppa di Spagna: 2

Barcellona: 1980-1981, 1982-1983
- Coppa della Liga: 1

Barcellona: 1983
- Supercoppa di Spagna: 1

Barcellona: 1983

#### Competizioni internazionali
- Coppa delle Coppe: 1

Barcellona: 1981-1982

### Individuale
- Trofeo Pichichi: 5

1974, 1976, 1980, 1981, 1982
- Capocannoniere della Segunda División: 1

1976-1977
- Premio Don Balón: 1

1978-1979